# Juan Luis Gordo Pérez
Juan Luis Gordo Pérez (Sangarcía, Segovia, 22 de marzo de 1959) es un político español, miembro del PSOE hasta 2025. Está casado y tiene dos hijos. Es funcionario-ingeniero industrial

## Biografía
Fue diputado por el PSOE en la circunscripción de Segovia en la XII Legislatura. Ha sido elegido secretario segundo de la Mesa del Congreso de los Diputados y miembro titular de la Diputación Permanente.
También fue diputado por Segovia por el PSOE en la pasada XI Legislatura, y la anterior, la X Legislatura, cuando desempeñó el cargo de portavoz de Fomento. Con anterioridad ejerció la portavocía de la Comisión Mixta de RTVE. En la IX legislatura fue senador por Segovia, desempeñando la portavocía de Fomento en el Grupo. Entre 2004 y 2008 fue subdelegado del Gobierno en Segovia.  Entre 1997 y 2001 fue concejal socialista en el ayuntamiento de Sangarcía, su pueblo.
En julio de 2025 se dio de baja en el PSOE alegando motivos de dignidad personal.

## Cargos desempeñados
- En la actualidad es diputado por el PSOE por la circunscripción de Segovia.
- Diputado por Segovia por el PSOE en las X, XI y XII Legislatura.
- Portavoz de la Comisión Mixta de RTVE en la X y mitad de la XII Legislatura, cuando pasó a ser el portavoz de Fomento del PSOE.
- En la IX legislatura fue senador por Segovia.
- Entre 2004 y 2008 fue subdelegado del Gobierno en Segovia
- Entre 1997 y 2001 fue concejal socialista en el ayuntamiento de Sangarcía
- Miembro de comisiones del ámbito económico